# Larry Olsonoski

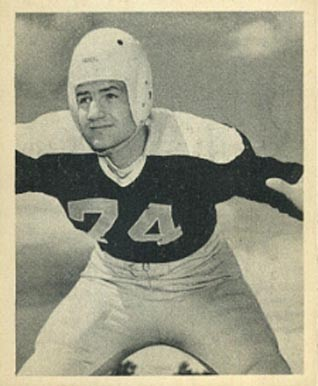
Larry Olsonoski (1948).

Lawrence Rodney "Larry" Olsonoski, född 10 september 1925 i Lancaster i Minnesota, död 6 mars 1991 i Edina i Minnesota, var en amerikansk utövare av amerikansk fotboll (guard), som 1948–1949 spelade i NFL. Innan dess spelade han collegefotboll för University of Minnesota. I Green Bay Packers spelade han den första säsongen och inledde även sin andra NFL-säsong i samma lag. Den andra säsongen avslutade han i New York Bulldogs. Olsonoski draftades 1948 i sjätte omgången av Green Bay Packers.